# Campeonato Pernambucano de Futebol de 2011
A Série A do Campeonato Pernambucano de Futebol de 2011, foi a 97.ª edição da principal divisão do futebol pernambucano. A disputa teve o mesmo formato e regulamento do ano anterior.
Com a participação de 12 clubes/associações, o campeonato foi dividido em 2 torneios. O primeiro (campeonato regular), enquanto foi disputado em paralelo, o Campeonato Pernambucano do Interior que foi denominado de “Troféu Eduardo Matos.”
O Santa Cruz conquistou seu vigésimo quinto título brasileiro após perder para o Sport por 1–0, no Estátio do Arruda, em Recife. Apesar da derrota, o Santinha já havia vencido o leão da ilha no primeiro jogo da final, por 2-0 (3-1 no agregado). Já na mesma edição, o Araripina conquistou seu segundo título de campeão do interior, após vencer o Salgueiro por 2-1 no segundo jogo da final em Petrolina, porque o Cornélio de Barros, onde o Carcará mandava os seus jogos, estava em reformas.

## Regulamento
A Série A1 de 2024 do Campeonato Pernambucano foi disputada por doze clubes em três. Na primeira, todos os clubes jogam entre si em turno e returno. Os jogos do segundo turno foram realizados na mesma ordem do primeiro, apenas com o mando de campo invertido. Não houve campeões por turnos, sendo que os quatro clubes com a melhor classificação (1.º ao 4.º colocado), avançam pra a fase eliminatória. Já os clubes com a segunda melhor classificação (5.º ao 6.º colocado), avançam para a fase eliminatória do campeonato do interior. Ao final da competição, o campeão e o segundo melhor colocado geral se classificaram para à Série D do Brasileiro de 2011, já os dois últimos foram rebaixados para a Série A2 do ano seguinte. O campeão e o vice, tiveram vaga garantida para representarem o estado na Copa do Brasil de 2012.

### Critérios de desempate
Em caso de empate por pontos entre dois clubes, os critérios de desempate foram aplicados na seguinte ordem:
1. Número de vitórias;
2. Saldo de gols;
3. Gols pró (marcados);
4. Confronto direto;
5. Menor número de cartões vermelhos;
6. Menor número de cartões amarelos;
7. Sorteio.

## Participantes
| Equipe              | Cidade                   | Em 2010        | Estádio (mando)            | Capacidade | Títulos             |
| ------------------- | ------------------------ | -------------- | -------------------------- | ---------- | ------------------- |
| América-PE          | Recife                   | 2.º (Série A2) | Ademir Cunha               | 12 000     | 6 (último em 1944)  |
| Araripina           | Araripina                | 10.º           | Chapadão do Araripe        | 5 500      | 0 (não possui)      |
| Cabense             | Cabo de Santo Agostinho  | 7.º            | Gileno de Carli            | 6 000      | 0 (não possui)      |
| Central             | Caruaru                  | 4.º            | Lacerdão                   | 19 478     | 0 (não possui)      |
| Náutico             | Recife                   | 2.º            | Estádio dos Aflitos        | 22 856     | 21 (último em 2004) |
| Petrolina           | Petrolina                | 1.º (Série A2) | Paulo Coelho               | 5 000      | 0 (não possui)      |
| Porto-PE            | Caruaru                  | 8.º            | Lacerdão                   | 19 478     | 0 (não possui)      |
| Salgueiro           | Salgueiro                | 5.º            | Estádio Cornélio de Barros | 12 070     | 0 (não possui)      |
| Santa Cruz          | Recife                   | 3.º            | Arrudão                    | 60 044     | 24 (último em 2005) |
| Sport               | Recife                   | 1.º            | Ilha do Retiro             | 32 983     | 39 (último em 2010) |
| Vitória das Tabocas | Vitória de Santo Antão   | 9.º            | Cândido Carneiro           | 10 911     | 0 (não possui)      |
| Ypiranga-PE         | Santa Cruz do Capibaribe | 6.º            | Limeirão                   | 5 000      | 0 (não possui)      |

## Classificação geral da 1ª fase
| Pernambucano 2011 | Pernambucano 2011   | Pernambucano 2011 | Pernambucano 2011 | Pernambucano 2011 | Pernambucano 2011 | Pernambucano 2011 | Pernambucano 2011 | Pernambucano 2011 | Pernambucano 2011 | Pernambucano 2011 | Pernambucano 2011 | Pernambucano 2011 |
| Times | Times               | Pts               | J                 | V                 | E                 | D                 | GP                | GC                | SG                | %                 |                   |                   |
| --- | ------------------- | ----------------- | ----------------- | ----------------- | ----------------- | ----------------- | ----------------- | ----------------- | ----------------- | ----------------- | ----------------- | ----------------- |
| 1 | Náutico             | 47                | 22                | 14                | 5                 | 3                 | 48                | 25                | +23               | 71,21             |                   |                   |
| 2 | Santa Cruz          | 45                | 22                | 14                | 3                 | 5                 | 37                | 22                | +15               | 68,18             |                   |                   |
| 3 | Porto-PE            | 38                | 22                | 12                | 2                 | 8                 | 39                | 31                | +8                | 57,58             |                   |                   |
| 4 | Sport               | 37                | 22                | 11                | 4                 | 7                 | 29                | 20                | +9                | 56,06             |                   |                   |
| 5 | Central             | 36                | 22                | 11                | 3                 | 8                 | 34                | 28                | +6                | 54,55             |                   |                   |
| 6 | Salgueiro           | 30                | 22                | 8                 | 6                 | 8                 | 22                | 21                | +1                | 45,45             |                   |                   |
| 7 | Petrolina           | 27                | 22                | 8                 | 3                 | 11                | 25                | 32                | -7                | 40,91             |                   |                   |
| 8 | Araripina           | 24                | 22                | 6                 | 6                 | 10                | 22                | 30                | -8                | 36,36             |                   |                   |
| 9 | América-PE          | 23                | 22                | 7                 | 2                 | 13                | 26                | 35                | -9                | 34,85             |                   |                   |
| 10 | Ypiranga-PE         | 22                | 22                | 6                 | 4                 | 12                | 22                | 30                | -8                | 33,33             |                   |                   |
| 11 | Cabense             | 22                | 22                | 5                 | 7                 | 10                | 20                | 31                | -11               | 33,33             |                   |                   |
| 12 | Vitória das Tabocas | 21                | 22                | 6                 | 3                 | 13                | 19                | 38                | -19               | 31,82             |                   |                   |
| Pts – Pontos ganhos; J – Jogos; V - Vitórias; E - Empates; D - Derrotas; GP – Gols pró; GC – Gols contra; SG – Saldo de gols; % - Aproveitamento de pontos. |                     |                   |                   |                   |                   |                   |                   |                   |                   |                   |                   |                   |

|  |                                                           |
|  | Zona de classificação para a fase final                   |
|  | Zona de classificação para disputa de campeão do interior |
|  | Zona de rebaixamento para a Série A2 em 2012              |

## Desempenho por rodada
Clubes que lideraram o campeonato ao final de cada rodada
| Rodadas | Rodadas | Rodadas | Rodadas | Rodadas | Rodadas | Rodadas | Rodadas | Rodadas | Rodadas | Rodadas | Rodadas | Rodadas | Rodadas | Rodadas | Rodadas | Rodadas | Rodadas | Rodadas | Rodadas | Rodadas | Rodadas | Rodadas |
| ------- | ------- | ------- | ------- | ------- | ------- | ------- | ------- | ------- | ------- | ------- | ------- | ------- | ------- | ------- | ------- | ------- | ------- | ------- | ------- | ------- | ------- | ------- |
| 1       | 1       | 2       | 3       | 4       | 5       | 6       | 7       | 8       | 9       | 10      | 11      | 12      | 13      | 14      | 15      | 16      | 17      | 18      | 19      | 20      | 21      | 22      |
| SCFC    | NAU     | SCFC    | SCFC    | SCFC    | SCFC    | SCFC    | CEN     | CEN     | SCFC    | CEN     | CEN     | CEN     | SCFC    | NAU     | NAU     | SCFC    | SCFC    | SCFC    | SCFC    | SCFC    | SCFC    | NAU     |

Clubes que ficaram na última posição no campeonato ao final de cada rodada
| Rodadas | Rodadas | Rodadas | Rodadas | Rodadas | Rodadas | Rodadas | Rodadas | Rodadas | Rodadas | Rodadas | Rodadas | Rodadas | Rodadas | Rodadas | Rodadas | Rodadas | Rodadas | Rodadas | Rodadas | Rodadas | Rodadas | Rodadas |
| ------- | ------- | ------- | ------- | ------- | ------- | ------- | ------- | ------- | ------- | ------- | ------- | ------- | ------- | ------- | ------- | ------- | ------- | ------- | ------- | ------- | ------- | ------- |
| 1       | 1       | 2       | 3       | 4       | 5       | 6       | 7       | 8       | 9       | 10      | 11      | 12      | 13      | 14      | 15      | 16      | 17      | 18      | 19      | 20      | 21      | 22      |
| PET     | VIT     | AME     | AME     | AME     | AME     | AME     | AME     | AME     | AME     | AME     | AME     | AME     | AME     | AME     | AME     | AME     | AME     | AME     | AME     | VIT     | VIT     | VIT     |

## Título do interior
|  | Semifinais | Semifinais | Semifinais | Semifinais |   |           | Final | Final | Final | Final |
|  |            |            |            |            |   |           |       |       |       |       |
|  | Central    | 3          | 0          | 3          |   |           |       |       |       |       |
|  | Araripina  | 2          | 3          | 5          |   |           |       |       |       |       |
|  | Araripina  | 2          | 3          | 5          |   | Araripina | 1     | 2     | 3     |       |
|  |            |            |            |            |   | Araripina | 1     | 2     | 3     |       |
|  |            | Salgueiro  | 1          | 1          | 2 |           |       |       |       |       |
|  | Salgueiro  | Salgueiro  | 1          | 1          | 2 | 0         | 2     | 2     |       |       |
|  | Salgueiro  |            |            |            |   | 0         | 2     | 2     |       |       |
|  | Petrolina  | 1          | 0          | 1          |   |           |       |       |       |       |

## Fase final
|  | Semifinais | Semifinais | Semifinais | Semifinais |   |       | Final | Final | Final | Final |
|  |            |            |            |            |   |       |       |       |       |       |
|  | Náutico    | 1          | 3          | 4          |   |       |       |       |       |       |
|  | Sport      | 3          | 2          | 5          |   |       |       |       |       |       |
|  | Sport      | 3          | 2          | 5          |   | Sport | 0     | 1     | 1     |       |
|  |            |            |            |            |   | Sport | 0     | 1     | 1     |       |
|  |            | Santa Cruz | 2          | 0          | 2 |       |       |       |       |       |
|  | Santa Cruz | Santa Cruz | 2          | 0          | 2 | 2     | 3     | 5     |       |       |
|  | Santa Cruz |            |            |            |   | 2     | 3     | 5     |       |       |
|  | Porto      | 1          | 1          | 2          |   |       |       |       |       |       |

### Semifinais

#### Primeiro jogo
| 24 de abril | Sport                                                   | 3 – 1 | Náutico     | Estádio Ilha do Retiro, Recife               |
| 16:00       | Bruno Mineiro 26' · Marcelinho Paraíba 45+1' · Ciro 88' |       | 81' Rogério | Público: 23,601 Árbitro: PE Cláudio Mercante |

| 24 de abril | Porto-PE     | 1 – 2 | Santa Cruz                      | Estádio Luiz José de Lacerda              |
| 16:00       | Paulista 60' |       | 0' Thiago Matias · 3' Renatinho | Público: 9,353 Árbitro: PE Emerson Sobral |

#### Segundo jogo
| 30 de abril | Santa Cruz                                        | 3 – 1 | Porto        | Estádio do Arruda, Recife                  |
| 16:00       | Weslley 1' · Leandro Souza 7' · Thiago Matias 12' |       | 23' Paulista | Público: 32,156 Árbitro: PE Emerson Sobral |

| 01 de maio | Náutico                           | 3 – 2 | Sport                                  | Estádio dos Aflitos, Recife                       |
| 16:00      | Kieza 18', 79' · Everton Luiz 65' |       | 25' Carlinhos Bala · 62' Bruno Mineiro | Público: 19,779 Árbitro: SP Sálvio Spinola (FIFA) |

### Final

#### Primeiro jogo
| 8 de maio | Sport | 0 – 2 | Santa Cruz               | Estádio Ilha do Retiro, Recife               |
| 16:00     |       |       | 33' Gilberto · 65' Landu | Público: 30,169 Árbitro: PE Cláudio Mercante |

#### Segundo jogo
| 15 de maio | Santa Cruz | 0 – 1 | Sport                          | Estátio do Arruda, Recife                         |
| 16:00      |            |       | 90+3' (pen) Marcelinho Paraíba | Público: 62,243 Árbitro: SP Sálvio Spinola (FIFA) |

## Campeão
| Campeão Pernambucano 2011 |
| ------------------------- |
| SANTA CRUZ 25º título     |

## Maiores públicos
| 1  | 62.243 | Santa Cruz | 0 – 1 | Sport       | Arruda         | 15 de maio      |
| 2  | 45.621 | Santa Cruz | 2 – 0 | Sport       | Arruda         | 6 de fevereiro  |
| 3  | 33.208 | Santa Cruz | 3 – 3 | Náutico     | Arruda         | 20 de março     |
| 4  | 32.156 | Santa Cruz | 3 – 1 | Porto-PE    | Arruda         | 30 de abril     |
| 5  | 30.169 | Sport      | 0 – 2 | Santa Cruz  | Ilha do Retiro | 8 de maio       |
| 6  | 29.015 | Sport      | 0 – 2 | Santa Cruz  | Ilha do Retiro | 3 de abril      |
| 7  | 26.574 | Sport      | 1 – 1 | Náutico     | Ilha do Retiro | 13 de fevereiro |
| 8  | 25.491 | Sport      | 1 – 0 | América-PE  | Ilha do Retiro | 13 de janeiro   |
| 9  | 25.136 | Santa Cruz | 2 – 1 | Petrolina   | Arruda         | 27 de janeiro   |
| 10 | 24.699 | Santa Cruz | 2 – 1 | Ypiranga-PE | Arruda         | 16 de janeiro   |

## Seleção do Campeonato
Prêmios
- Técnico: Zé Teodoro
- Artilheiro: Paulista
- Craque: Tiago Cardoso
- Gol do povo: Gilberto
- Reveleção: Paulista

Time
- Goleiro: Tiago Cardoso do Santa Cruz
- Zagueiro: Thiago Matias do Santa Cruz
- Zagueiro: Leandro Souza do Santa Cruz
- Lateral-Direito: Roma do América-PE
- Lateral-Esquerdo: Renatinho do Santa Cruz
- Volante: Hamílton do Sport
- Volante: Évertondo Náutico
- Meio-campo: Marcelinho Paraíba do Sport
- Meio-campo: Weslley, do Santa Cruz
- Atacante: Paulista do Porto-PE
- Atacante: Gilberto do Santa Cruz

Fonte: 

## Classificação final
| Pernambucano 2011 | Pernambucano 2011   | Pernambucano 2011 | Pernambucano 2011 | Pernambucano 2011 | Pernambucano 2011 | Pernambucano 2011 | Pernambucano 2011 | Pernambucano 2011 | Pernambucano 2011 | Pernambucano 2011 | Pernambucano 2011 | Pernambucano 2011 |
| Times | Times               | Pts               | J                 | V                 | E                 | D                 | GP                | GC                | SG                | %                 |                   |                   |
| --- | ------------------- | ----------------- | ----------------- | ----------------- | ----------------- | ----------------- | ----------------- | ----------------- | ----------------- | ----------------- | ----------------- | ----------------- |
| 1 | Santa Cruz          | 54                | 26                | 17                | 3                 | 6                 | 44                | 25                | +19               | 69,23             |                   |                   |
| 2 | Sport               | 43                | 26                | 13                | 4                 | 9                 | 31                | 23                | +8                | 57,33             |                   |                   |
| 3 | Náutico             | 50                | 24                | 15                | 5                 | 6                 | 53                | 33                | +20               | 68,12             |                   |                   |
| 4 | Porto               | 37                | 24                | 12                | 2                 | 10                | 41                | 26                | +5                | 52,78             |                   |                   |
| 5 | Central             | 36                | 22                | 11                | 3                 | 8                 | 34                | 28                | +6                | 54,55             |                   |                   |
| 6 | Petrolina           | 30                | 22                | 8                 | 3                 | 11                | 25                | 32                | -7                | 40,91             |                   |                   |
| 7 | Salgueiro           | 27                | 22                | 7                 | 6                 | 9                 | 21                | 22                | -1                | 38,59             |                   |                   |
| 8 | Cabense             | 24                | 22                | 6                 | 7                 | 9                 | 21                | 30                | -9                | 37,88             |                   |                   |
| 9 | Araripina           | 23                | 22                | 6                 | 6                 | 10                | 22                | 28                | -6                | 36,36             |                   |                   |
| 10 | América-PE          | 22                | 22                | 7                 | 2                 | 13                | 26                | 35                | -9                | 34,85             |                   |                   |
| 11 | Ypiranga-PE         | 22                | 22                | 6                 | 4                 | 12                | 23                | 30                | -7                | 33,33             |                   |                   |
| 12 | Vitória das Tabocas | 21                | 22                | 6                 | 3                 | 13                | 19                | 39                | -20               | 31,82             |                   |                   |
| Pts – Pontos ganhos; J – Jogos; V - Vitórias; E - Empates; D - Derrotas; GP – Gols pró; GC – Gols contra; SG – Saldo de gols; % - Aproveitamento de pontos. |                     |                   |                   |                   |                   |                   |                   |                   |                   |                   |                   |                   |

|  |                                              |
|  | Campeão                                      |
|  | Jogaram as Semi-Finais                       |
|  | Zona de rebaixamento para a Série A2 em 2012 |

Fonte: 